# Forstercooperia
Forstercooperia ist eine ausgestorbene  Gattung aus  der Familie der Indricotheriidae und gehört damit in die nähere Verwandtschaft der heutigen Nashörner. Es handelt sich hierbei um den kleinsten und ursprünglichsten Vertreter dieser fossilen Säugetiergruppe, die mit Paraceratherium auch das bisher größte bekannte Landsäugetier der Erdgeschichte stellte. Forstercooperia lebte im Mittleren und Oberen Eozän vor 48 bis 37 Millionen Jahren in Zentral- und Ostasien. In der zweiten Hälfte des 20. Jahrhunderts wurde Forstercooperia als die einzige Form der Indricotherien angesehen, die auch in Nordamerika vorkam, was allerdings heute widerlegt ist. Die gültige Erstbeschreibung der Gattung erfolgte 1939. Es sind mehrere Arten anerkannt.

## Merkmale
Es handelt sich um mittelgroße Vertreter der Säugetiere, die etwa die Größe eines heutigen Ponys erreichten. Die Gattung ist dabei weitgehend von einzelnen Schädel- und Zahnfunden bekannt. Der Schädel selbst war mindestens 40 cm lang und besaß ein leicht ausgezogenes Hinterhauptsbein. Die urtümliche Stellung der Gattung wird durch einen klein ausgeprägten Scheitelkamm angezeigt. Das Nasenbein hatte in der Aufsicht eine stumpf dreieckige Form und wies in der Seitenansicht einen leicht gewölbten Verlauf auf, war aber insgesamt schwach ausgeprägt. Die Stirnlinie hatte einen leicht gewölbten Verlauf. Die Orbita befand sich relativ weit hinten im Schädel und lag oberhalb des dritten Backenzahns. Der Vorderschädel wies zusätzlich eine kleine, linear verlaufende Erhebung auf, die nahe dem Eckzahn begann und bis zum Bereich oberhalb des Augenfaches reichte. Diese Erhebung wird als Muskelansatzstelle für eine stark bewegliche Oberlippe angesehen, die möglicherweise auch einen kurzen, tapirähnlichen Rüssel formte.
Der Unterkiefer war etwa 36 cm lang und niedrig gebaut. Das Gebiss umfasste die vollständige ursprüngliche Zahnanzahl, die Zahnformel lautete somit: {\displaystyle {\frac {3.1.4.3}{3.1.4.3}}}. Der vordere Zahnapparat bildete keine geschlossene Reihe. Die Schneidezähne waren konisch geformt und glichen dem Eckzahn. Darüber hinaus wiesen sie nur eine geringe Größe auf und waren wenig spezialisiert. Der Eckzahn dagegen war deutlich größer ausgeprägt und bis zu 1,8 cm lang. Zum hinteren Gebiss bestand jeweils ein kurzes Diastema. Die Prämolaren waren relativ klein und zeigten durch das Vorhandensein nur eines querverlaufenden Zahnschmelzbandes keinerlei Molarisierung auf, das heißt, sie unterschieden sich deutlich von den Molaren. Diese hatten wesentlich größere Ausmaße, wobei der zweite Molar am größten wurde, und besaßen des Weiteren zwei Schmelzbänder, die aber nur wenig gewunden waren. Der primitive Aufbau des Gebisses mit den nicht molarisierten Vorbackenzähnen und den unspezialisierten Schneidezähnen spiegelt die basale Stellung von Forstercooperia innerhalb der Indricotherien wider. Die hinteren Zähne wiesen eher niedrige Zahnkronen (brachyodont) auf.

## Fundstellen
Überreste von Forstercooperia sind bisher nur aus Asien überliefert. Ein 1923 gefundener, partiell erhaltener Schädel stammt aus der Irdin-Manha-Formation nahe Iren Dabasu im östlichen Teil des Erlian-Beckens in der Inneren Mongolei (China) und weist ein späteozänes Alter auf. Er stellt den Holotyp der Gattung dar. In derselben Formation, aber mehrere Kilometer vom ersten Fund entfernt, wurde sieben Jahre später ein weiterer Schädel mit einem Unterkiefer eines erwachsenen Tieres und ein Unterkiefer eines jüngeren Tieres nebst isolierten Zähnen entdeckt. Aus dem westlichen Abschnitt des Erlian-Beckens liegt ein 45 cm langer Schädel aus der Ulan-Shireh-Formation vor. Weitere Funde stammen aus dem östlichen Kasachstan, wo sie ebenfalls in mitteleozänen Ablagerungen nahe der Flussmündung des Schinchali zum Vorschein kamen.

## Systematik
Forstercooperia gehört zur ausgestorbenen Familie der Indricotheriidae, welche mittelgroße bis sehr große Tiere repräsentieren und in die nähere Verwandtschaft der heutigen Nashörner gehören. Im Gegensatz zu Nashörnern war bei den Indricotherien kein Horn ausgebildet. Weitere Unterschiede finden sich im vorderen Gebiss, das bei den Indricotherien sowohl oben als auch unten aus kurzen, konisch geformten Schneidezähnen bestand, die sich bei moderneren Formen zu jeweils einem Paar dolchartiger Zähne entwickelten. Abweichend davon wiesen die frühesten Nashörner nur dolchartige Schneidezähne im Unterkiefer auf, im oberen zeigten sie eine meißelartige Gestalt. Dabei repräsentiert Forstercooperia aufgrund seines Alters, seiner geringen Größe und der einfachen Zahnmorphologie den urtümlichsten Vertreter der Familie. Aufgrund der geringen Größe und der unspezialisierten Vorderzähne sehen einige Paläontologen die Gattung zusammen mit dem stammesgeschichtlichen Nachfolger Juxia auch gelegentlich in einer Nahverwandtschaft zu Eggysodon (Familie der Eggysodontidae, teilweise auch Unterfamilie der Alloceropinae innerhalb der Hyracodontidae). In der Regel wird heute Forstercooperia gemeinsam mit Pappaceras zur Unterfamilie der Forstercooperiinae innerhalb der Indricotherien gestellt.
Es wurden mehrere Arten der Gattung Forstercooperia beschrieben, von denen heute insgesamt drei gültig sind:
- Forstercooperia mazhuangensis (Wang, 1976)
- Forstercooperia totadentata (Wood, 1938)
- Forstercooperia ulanshirehensis Wang, Bai, Meng & Wang, 2018

Als weitere Arten galten lange Zeit F. confluens und F. minuta. F. confluens war ursprünglich im Jahr 1963 von Horace Elmer Wood als Pappaceras beschrieben worden, nachfolgende Analysen ordneten aber sowohl die Art als auch die Gattung zu Forstercooperia. Eine Studie aus dem Jahr 2016 erkennt die Gattung Pappaceras unter Einbeziehung der von Wood etablierten Nominatform, der 1981 von Spencer George Lucas und Forscherkollegen aufgestellten Art F. minuta sowie einer neuen Form, Pappaceras meiomenus, wieder an und fasst sie als Seitenlinie innerhalb der Indricotherien auf. Mit F. shiwopuensis stellten Chow Minchen und Kollegen 1974 eine weitere Art auf, die aber als synonym zu F. totadentata gilt. Stark angezweifelt wird auch die 1972 neu benannte Art F. jigniensis, deren Beschreibung auf fragmentierten Zähnen aus Pakistan beruht. Dagegen gilt F. crudus, informell im Jahr 1977 für einige Gebissreste aus dem Zaisan-Becken in Kasachstan genutzt, als Nomen nudum. Das 1964 von Chow Mincheng benannte Juxia wurde nur drei Jahre später von Leonard B. Radinsky mit Forstercooperia gleichgesetzt, was aber nur wenig Unterstützung erhielt. Die Gattung gilt daher wieder als eigenständig. Im Jahr 1976 etablierte Wang Jinmeng anhand einzelner Oberkieferreste und Zähne aus dem Wucheng-Becken in der chinesischen Provinz Henan die Gattung Irmequincisoria mit den Arten I. mazhuangensis und I. micracis. Spätere Autoren sahen die Gattung Irmequincisoria als identisch mit Juxia an. Jedoch wurde die Art I. mazhuangensis im Jahr 2007 zu Forstercooperia verschoben.
Teilweise besaß Forstercooperia den Status des einzigen bekannten Vertreters der Indricotherien in Nordamerika. Dies geht auf Leonard Radinsky zurück, der im Jahr 1967 die bereits 1919 als Hyrachyus grande beschriebenen Fossilien aus dem Uinta-Becken in Utah in F. grandis umbenannt hatte. Weitere Reste liegen aus Wyoming vor, Spencer George Lucas und Kollegen ordneten 1981 noch einen Unterkieferknochen aus New Mexico der Art F. minuta bei. Die Entdeckung von weiteren Knochenfunden in Utah im Jahr 1987 und anschließende anatomische Studien der Funde von F. grandis führten aber zur Auflösung der Art und zur Aufstellung der neuen Gattung Uintaceras. Diese  gehört je nach Ansicht entweder an die Basis der Entwicklung der Nashörner oder in das nähere Umfeld der Indricotherien. Der Unterkiefer von F. minuta wurde nach der Verschiebung zur Gattung Pappaceras aus den Indricotherien ausgeschlossen.
Die Erstbenennung von Forstercooperia erfolgte 1938 durch Horace Elmer Wood unter der Bezeichnung Cooperia, ihr lagen Funde eines Teilschädels mit vorderer Maulpartie aus der Mongolei zu Grunde (Exemplarnummer: AMNH-20116), die 1923 während einer Expedition des American Museum of Natural History gefunden worden waren. Da der ursprüngliche Gattungsname Cooperia schon bei einer Gattung der Fadenwürmer Verwendung fand und dadurch präokkupiert ist, benannte ihn Wood 1939 in Forstercooperia um. Diese Veröffentlichung stellt die gültige Erstbeschreibung der Gattung dar. Beide Bezeichnungen beziehen sich auf den britischen Paläontologen Clive Forster Cooper, der 1911 mit Paraceratherium den größten und entwicklungsgeschichtlich jüngsten Vertreter der Indricotheriidae beschrieben hatte.